# Usolie-Sibirskoe
Usolie-Sibirskoe (ru. Усолье-Сибирское) este un oraș din regiunea Irkutsk, Federația Rusă, cu o populație de 90.161 locuitori.
1. ↑  OKTMO 179/2016, accesat în 26 octombrie 2016